# (100007) Peters
(100007) Peters est un astéroïde de la ceinture principale.

## Description
(100007) Peters est un astéroïde de la ceinture principale. Il fut découvert le 13 février 1988 à La Silla par Eric Walter Elst. Il présente une orbite caractérisée par un demi-grand axe de 3,16 UA, une excentricité de 0,00 et une inclinaison de 21,4° par rapport à l'écliptique.

## Compléments